# Dave Alvin
Dave Alvin (Downey, 1955. november 11. –), amerikai gitáros, dalszerző, költő.

## Pályafutása
Tinédzser korában öccsével, Phil Alvinnel rockabilly és country zenét játszott. A Long Beach-i Kaliforniai Állami Egyetemen tanult. Az 1980-as évektől szólóelőadóként lépett fel, továbbá különféle együttesekben is szerepelt.
Két verseskötete is megjelent.

## Lemezeiből
- Romeo's Escape (1987)
- Blue Blvd (1991)
- Museum of Heart (1993)
- King of California (1994)
- Interstate City (1996)
- Blackjack David (1998)
- Public Domain (2000)
- Out in California (Live) (2002)
- Outtakes in California (2002)
- Ashgrove (2004)
- The Great American Music Galaxy (2005)
- West of the West (2006)
- Live from Austin, TX: Austin City Limits (2007)
- Dave Alvin and the Guilty Women (2009)
- Eleven Eleven (2011)
- Common Ground: Dave & Phil Alvin Play and Sing the Songs of Big Bill Broonzy (2014)
- Lost Time (2015)
- Downey to Lubbock (2018)

## Díjak
- 2000: Grammy-díj (Best Traditional Folk Album)